# Anthoplia floricola lusitanica
Anthoplia floricola lusitanica é uma subespécie de insetos coleópteros polífagos pertencente à família Rutelidae.
A autoridade científica da subespécie é Miksic, tendo sido descrita no ano de 1954.
Trata-se de uma subespécie presente no território português.